# U-43 (tàu ngầm Đức) (1939)
U-43 là một tàu ngầm tuần dương  Lớp Type IX thuộc phân lớp Type IXA được Hải quân Đức Quốc Xã chế tạo trước Chiến tranh Thế giới thứ hai. Nhập biên chế năm 1939, nó đã thực hiện được tổng cộng mười bốn chuyến tuần tra, đánh chìm tổng cộng 21 tàu buôn với tổng tải trọng 117.036 GRT, ngoài ra nó còn gây tổn thất toàn bộ cho một tàu buôn tải trọng 9.131 GRT và gây hư hại cho một tàu buôn tải trọng 10.350 GRT. Trong chuyến tuần tra cuối cùng, U-43 bị máy bay xuất phát từ tàu sân bay hộ tống Hoa Kỳ USS Santee đánh chìm trong Đại Tây Dương về phía Tây Nam quần đảo Azores vào ngày 30 tháng 7, 1943.

## Thiết kế và chế tạo

### Thiết kế
Thiết kế của tàu ngầm Type IX là phiên bản cải biến từ tàu ngầm Type IA. Chúng có trọng lượng choán nước 1.032 t (1.016 tấn Anh) khi nổi và 1.153 t (1.135 tấn Anh) khi lặn). Con tàu có chiều dài chung 76,50 m (251 ft 0 in), lớp vỏ trong chịu áp lực dài 58,75 m (192 ft 9 in), mạn tàu rộng 6,51 m (21 ft 4 in), chiều cao 9,40 m (30 ft 10 in) và mớn nước 4,70 m (15 ft 5 in).
Chúng trang bị hai động cơ diesel MAN M 9 V 40/46 siêu tăng áp 9-xy lanh 4 thì, tổng công suất 4.400 PS (3.200 kW; 4.300 bhp), dẫn động hai trục chân vịt đường kính 1,92 m (6,3 ft), cho phép đạt tốc độ tối đa 18,2 kn (33,7 km/h), và tầm hoạt động tối đa 10.500 nmi (19.400 km) khi đi tốc độ đường trường 10 kn (19 km/h). Khi đi ngầm dưới nước, chúng sử dụng hai động cơ/máy phát điện Siemens-Schuckert 2 GU 345/34 tổng công suất 1.000 PS (740 kW; 990 shp). Tốc độ tối đa khi lặn là 7,7 kn (14,3 km/h), và tầm hoạt động 65–78 nmi (120–144 km) ở tốc độ 4 kn (7,4 km/h). Con tàu có khả năng lặn sâu đến 230 m (750 ft).
Vũ khí trang bị có sáu ống phóng ngư lôi 53,3 cm (21 in), bao gồm bốn ống trước mũi và hai ống phía đuôi, và mang theo tổng cộng 22 quả ngư lôi 53,3 cm (21 in). Tàu ngầm Type IX trang bị một hải pháo 10,5 cm (4,1 in) SK C/32 với 110 quả đạn, một pháo phòng không 3,7 cm (1,5 in) SK C/30 và hai pháo phòng không 2 cm (0,79 in) C/30. Thủy thủ đoàn bao gồm 4 sĩ quan và 44 thủy thủ.

### Chế tạo
U-43 được đặt hàng vào ngày 21 tháng 11, 1936, rõ ràng là một vi phạm những điều khoản của Hiệp ước Versailles, và được đặt lườn tại xưởng tàu AG Weser của hãng DeSchiMAG ở Bremen vào ngày 15 tháng 8, 1938. Nó được hạ thủy vào ngày 23 tháng 5, 1939, và nhập biên chế cùng Hải quân Đức Quốc Xã vào ngày 26 tháng 8, 1939 dưới quyền chỉ huy của Hạm trưởng, Đại úy Hải quân Wilhelm Ambrosius.

## Lịch sử hoạt động

### 1939

#### Chuyến tuần tra thứ nhất
Trong thành phần Chi hạm đội U-boat 6 đặt căn cứ tại Kiel, U-43 xuất phát từ cảng này cho chuyến tuần tra đầu tiên trong chiến tranh vào ngày 6 tháng 11, 1939. Nó tiến ra Bắc Hải, rồi băng qua khe GIUK giữa các quần đảo Shetland và Faroe để vòng qua quần đảo Anh và hoạt động trong vùng biển Đại Tây Dương về phía Tây vịnh Biscay. Tại đây vào ngày 16 tháng 11, nó tấn công chiếc tàu buôn Anh Arlington Court 4.915 GRT vốn đang trong hành trình từ Argentina đi sang Anh bị phân tán khỏi Đoàn tàu SL 7A, và hai quả ngư lôi đã đánh chìm Arlington Court về phía Tây Nam Start Point, Devon. Ngay sau đó chiếc tàu ngầm bị các tàu hộ tống cho đoàn tàu truy lùng trong 20 giờ, và chịu đựng số số hư hại do mìn sâu.
Tiếp tục chuyến tuần tra, trong vịnh Biscay vào ngày 22 tháng 11, U-43 tấn công Đoàn tàu 14 BS và đánh chìm chiếc tàu buôn Pháp Arijon 4.374 GRT. Một lần nữa chiếc tàu ngầm bị các tàu vũ trang hộ tống phản công với 23 quả mìn sâu được thả xuống, nhưng U-43 thoát được mà không bị hư hại. Đến ngày 25 tháng 11, ở vị trí về phía Tây Bắc mũi Finisterre (Tây Bắc Tây Ban Nha), U-43 tiếp tục tấn công chiếc tàu tiếp than Anh Uskmouth 2.483 GRT. Hai quả ngư lôi G7a đã gặp trục trặc, nên chiếc tàu ngầm trồi lên mặt nước để tấn công bằng hải pháo. Nó phóng thêm một quả ngư lôi vào mục tiêu nhưng lại bị trượt, nên tiếp tục bắn phá bằng hải pháo. Cuối cùng sau 149 phát đạn pháo, Uskmouth bốc cháy và chìm dần.
Trên đường quay trở về căn cứ, ở vị trí về phía Tây Bắc Scotland vào sáng ngày 8 tháng 12, U-43 bị một máy bay không rõ định danh tấn công, và bị hư hại đáng kể. Nó về đến cảng Wilhelmshaven sáu ngày sau đó, 14 tháng 12.

### 1940

#### Chuyến tuần tra thứ hai
Sau khi Chi hạm đội U-boat 6 bị giải thể vào tháng 12, 1939, U-43 được điều sang Chi hạm đội U-boat 2 đặt căn cứ tại Wilhelmshaven. Nó khởi hành vào ngày 13 tháng 3, 1940 cho chuyến tuần tra thứ hai, và đã đi dọc bờ biển Na Uy, băng qua khe GIUK về phía Bắc Scotland, và hoạt động tại vùng biển về phía Tây Ireland, nhưng không đánh chìm được mục tiêu nào. Chiếc U-boat gặp phải tai nạn vào ngày 31 tháng 3, khi Trung úy Hải quân Hans-Wilhelm Behrens hạm phó bị sóng cuốn xuống biển mất tích. Con tàu quay trở về Wilhelmshaven vào ngày 6 tháng 4, sau 25 ngày tuần tra trên biển.

#### Chuyến tuần tra thứ ba
U-43 bắt đầu chuyến tuần tra thứ ba từ ngày 12 tháng 4; nó hoạt động tại khu vực Bắc Hải và dọc theo bờ biển Na Uy nhằm hỗ trợ cho Chiến dịch Weserübung nhằm chiếm đóng đất nước này. Vào ngày 22 tháng 4, nó bị hai máy bay ném bom Lockheed Hudson của Anh tấn công và đã bị hư hại nhẹ. Con tàu quay trở về căn cứ Wilhelmshaven vào ngày hôm sau.

#### Chuyến tuần tra thứ tư
U-43 khởi hành từ Wilhelmshaven vào ngày 13 tháng 5 cho chuyến tuần tra thứ tư để tiếp tục hoạt động trong Đại Tây Dương. Ở vị trí về phía Tây Nam mũi Finistere, Tây Ban Nha vào ngày 28 tháng 5, nó phóng một quả ngư lôi tấn công chiếc tàu buôn Anh Alca, nhưng bị trượt, nên tiếp tục tấn công mục tiêu bằng hải pháo trên boong tàu. Chiếc tàu buôn Anh được vũ trang đã bắn trả, và cả hai phía không ghi được phát nào trúng đích trước khi chiếc U-boat từ bỏ đợt tấn công. Cuối cùng U-43 cũng thành công khi nó tấn công Đoàn tàu 65-X vào ngày 21 tháng 6 ở vị trí về phía Tây Nam Figueira da Foz, Bồ Đào Nha, đánh trúng chiếc tàu chở dầu Anh Yarraville 8.627 GRT bằng một quả ngư lôi duy nhất. Mục tiêu bốc cháy và đắm, khiến năm thành viên thủy thủ đoàn thiệt mạng, nhưng có 45 người sống sót được một tàu đánh cá Pháp cứu vớt.
Sau đó vào ngày 30 tháng 6, U-43 đánh trúng chiếc tàu buôn Anh SS Avelona Star 13.376 GRT bằng một quả ngư lôi duy nhất ở vị trí khoảng 220 nmi (410 km) về phía Tây Bắc mũi Finistere. Avelona Star, trong thành phần Đoàn tàu SL-36, đang vận chuyển 5.630 tấn thịt đông lạnh và 1.000 tấn cam từ Buenos Aires đến London. Sau khi bị đánh trúng, thủy thủ đoàn bỏ tàu, và chiếc tàu buôn đắm vào ngày hôm sau. Ngoại trừ một người thiệt mạng, 84 người sống sót được chiếc tàu buôn Anh Beignon cứu vớt; tuy nhiên bản thân Beignon lại bị tàu ngầm U-30 đánh chìm vào ngày 1 tháng 7, khiến ba người được cứu từ Avelona Star thiệt mạng.
Đến chiều tối ngày 9 tháng 7, U-43 tấn công chiếc tàu buôn Anh Aylesbury 3.944 GRT không được hộ tống ở vị trí khoảng 200 nmi (370 km) về phía Đông Nam Ireland. Bị đánh trúng hai quả ngư lôi, Aylesbury đắm trong vòng 15 phút, toàn bộ 35 thành viên thủy thủ đoàn đều sống sót. Sang sáng ngày 17 tháng 7, chiếc tàu ngầm tiếp tục đánh chìm chiếc tàu buôn Anh Fellside 3.509 GRT, vốn bị tách rời khỏi Đoàn tàu OA-184, ở vị trí khoảng 135 nmi (250 km) về phía Tây Bắc Bloody Foreland, Ulster, Ireland. Quả ngư lôi đầu tiên băng qua bên dưới chiếc tàu buôn, nhưng quả thứ hai trúng đích khiến Fellside đắm chỉ trong vòng năm phút. Mười hai thủ thủ đã thiệt mạng, và có 21 người sống sót được cứu vớt. Sau 71 ngày tuần tra U-43 quay trở về cảng Wilhelmshaven vào ngày 22 tháng 7.

#### Chuyến tuần tra thứ năm
Xuất phát từ Wilhelmshaven vào ngày 9 tháng 9, U-43 ghé đến cảng Bergen, Na Uy trong ba ngày trước khi lên đường vào ngày 15 tháng 9 cho chuyến tuần tra thứ năm. Hoạt động trong vùng biển Đại Tây Dương, nó chỉ đánh chìm được chiếc tàu buôn Anh Sulairia 5.802 GRT, vốn bị tách rời khỏi Đoàn tàu OB-217, vào ngày 25 tháng 9. Một quả ngư lôi trúng đích đã khiến Sulairia đắm ở vị trí khoảng 356 nmi (659 km) về phía Tây đảo Achill, Ireland. Một thủy thủ đã thiệt mạng, và 56 người khác sống sót được tàu khu trục Canada HMCS Ottawa cứu vớt.
Kết thúc chuyến tuần tra, thay vì quay trở lại Wilhelmshaven, chiếc tàu ngầm đi đến cảng Lorient bên bờ biển Đại Tây Dương của Pháp, nơi đặt căn cứ mới của Chi hạm đội Tàu ngầm 2, đến nơi vào ngày 18 tháng 10. Hạm trưởng của nó, Wilhelm Ambrosius, được đề bạt thăng lên hàm Thiếu tá Hải quân vào ngày 1 tháng 11, và rời chiếc U-boat để chỉ huy Chi hạm đội Tàu ngầm 22 từ tháng 1, 1941. Chức vụ hạm trưởng U-43 được chuyển giao cho  Trung úy Hải quân Wolfgang Lüth.

#### Chuyến tuần tra thứ sáu
Dưới quyền chỉ huy của hạm trưởng mới, U-43 rời cảng Lorient vào ngày 10 tháng 11 cho chuyến tuần tra thứ sáu, và quay trở lại hoạt động tại vùng biển phía Tây Ireland, nơi nó đánh chìm được ba tàu buôn và gây hư hại cho một chiếc thứ tư.
Vào sáng ngày 2 tháng 12, nó tấn công Đoàn tàu OB-251 ở vị trí về phía Tây Nam Rockall và đã đánh chìm hai mục tiêu. Tàu buôn Anh Pacific President 7.113 GRT trúng hai quả ngư lôi và đắm nhanh chóng với tổn thất toàn bộ 50 thành viên thủy thủ đoàn. Chỉ 45 phút sau đó, nó lại đánh trúng tàu chở dầu Anh Victor Ross 12.247 GRT với hai quả ngư lôi. Một quả ngư lôi thứ ba được phóng bồi thêm nhưng trượt mục tiêu, và chiếc U-boat phải lặn khẩn cấp để né tránh một cú đâm trực tiếp. Quả ngư lôi thứ tư trúng đích 20 phút sau đó, cuối cùng đã đánh chìm Victor Ross, và không có người nào trong số 44 thành viên thủy thủ đoàn sống sót.
Đến chiều tối ngày 6 tháng 12, U-43 phát hiện một mục tiêu và truy đuổi trong suốt ba giờ rưỡi trước khi phóng một quả ngư lôi tấn công, nhưng không trúng đích. Nó phóng thêm một quả ngư lôi 20 phút sau đó trúng đích, đánh chìm được mục tiêu không rõ lai lịch sau 63 giây. Mục tiêu bị chiếc U-boat đánh chìm được cho là Skrim, tàu buôn Na Uy 1.902 GRT bị mất tích khi rơi lại phía sau Đoàn tàu OB-252 hai ngày trước đó trong hoàn cảnh thời tiết xấu.
Cuối cùng vào ngày 13 tháng 12, U-43 phóng hai quả ngư lôi tấn công chiếc tàu buôn Anh Orari 10.350 GRT ở vị trí khoảng 450 nmi (830 km) về phía Tây Nam Ireland. Một quả ngư lôi đánh trúng đuôi Orari và gây hư hại, nhưng chiếc tàu ngầm đã tiêu phí hết số ngư lôi mang theo, và hoàn cảnh biển động mạnh không cho phép vận hành khẩu hải pháo trên boong. Thủy thủ của Orari đã bịt được lổ thủng để tiếp tục hành trình đi đến Clyde an toàn. U-43 quay trở về Lorient vào ngày 17 tháng 12, sau chuyến tuần tra kéo dài 38 ngày.

### 1941
Vào ngày 4 tháng 2, 1941, đang khi neo đậu tại bến tàu Lorient, U-43 gặp tai nạn đắm khi một van vô tình để mở. Chiếc U-boat không thể hoạt động trong suốt ba tháng tiếp theo. 

#### Chuyến tuần tra thứ bảy
Sau khi được sửa chữa, U-43 thực hiện chuyến tuần tra thứ bảy từ ngày 11 tháng 5, tiếp tục dưới quyền chỉ huy của Wolfgang Lüth, vốn được thăng hàm Đại úy Hải quân từ ngày 1 tháng 1. Một lần nữa chiếc tàu ngầm hoạt động tại vùng biển giữa Bắc Đại Tây Dương.
Vào sáng sớm ngày 15 tháng 5, U-43 tấn công bằng hải pháo con tàu ba cột buồm Notre Dame du Châtelet 488 GRT, vốn đang trên đường từ Saint-Malo đến Newfoundland. Sau khi trúng 45 phát đạn pháo, chiếc tàu buồm Pháp đắm. Lüth cho rằng chiếc tàu buồm đã báo cáo vị trí các tàu U-boat cho lực lượng Đồng Minh, trong khi 10 người sống sót tưởng rằng họ bị một tàu ngầm Anh tấn công, khi họ bỏ tàu trên hai bè cứu sinh. Trong tổng số thủy thủ đoàn 38 người, chỉ có hai người được tàu ngầm Ý Otaria  cứu vớt vào ngày 23 tháng 5.
Vào chiều tối ngày 6 tháng 6, U-43 phóng hai quả ngư lôi tấn công chiếc tàu buôn Hà Lan Yselhaven 4.802 GRT, vốn bị rớt lại phía sau Đoàn tàu OB-328, ở vị trí khoảng 600 nmi (1.100 km) về phía Đông Newfoundland. Yselhaven đắm chỉ trong vòng hai phút, và chỉ có mười người trong số 34 thành viên thủy thủ đoàn được tàu buôn Phần Lan Hammarland cứu vớt vào ngày 15 tháng 6.
Đến sáng sớm ngày 17 tháng 6, chiếc tàu ngầm lại phóng ngư lôi đánh chìm tàu buôn Anh Cathrine 2.727 GRT trong thành phần Đoàn tàu SL-76, đang vận chuyển 3.700 tấn quặng mangan, ở vị trí khoảng 250 nmi (460 km) về phía Tây Nam đảo Cape Clear (phía Nam Ireland). Chỉ có ba người trong số 27 thành viên thủy thủ đoàn sống sót sau 33 ngày trôi nổi trên xuồng cứu sinh trước khi được một tàu đánh cá Anh cứu vớt. U-43 quay trở về căn cứ Lorient vào ngày 1 tháng 7 sau chuyến tuần tra kéo dài 52 ngày.

#### Chuyến tuần tra thứ tám và thứ chín
Chuyến tuần tra tiếp theo của U-43 bắt đầu từ ngày 2 tháng 8. Tuy nhiên trong suốt 53 ngày hoạt động tại vùng biển giữa Bắc Đại Tây Dương nó không đánh chìm được mục tiêu nào, và quay trở về căn cứ Lorient vào ngày 23 tháng 9.
U-43 trở ra khơi vào ngày 10 tháng 11 cho chuyến tuần tra thứ chín, và đạt được kết quả hơn khi đánh chìm được ba tàu đối phương gần quần đảo Azores. Vào sáng sớm ngày 29 tháng 11, nó phóng hai quả ngư lôi tấn công chiếc tàu buôn Anh Thornliebank 5.569 GRT trong thành phần Đoàn tàu OS-12 , đang vận chuyển hàng hóa và đạn dược ở vị trí khoảng 240 nmi (440 km) về phía Tây Bắc Azores. Cả hai quả ngư lôi đều trúng đích khiến Thornliebank đắm sau vụ nổ dữ dội, và toàn bộ 75 thành viên thủy thủ đoàn đều thiệt mạng. Cho dù đang ở cách mục tiêu 1.200 m (1.300 yd), mảnh vỡ bởi vụ nổ rơi trúng chiếc U-boat khiến một thủy thủ bị thương nhẹ; và sang ngày hôm sau họ tiếp tục phát hiện một quả đạn pháo 10 cm (3,9 in) không có kíp nổ ghim vào tháp chỉ huy chiếc tàu ngầm.
Đến chiều tối ngày hôm sau 30 tháng 11, chiếc tàu buôn Anh Ashby 4.868 GRT, vốn bị tách rời khỏi Đoàn tàu OS-12, trúng một trong hai quả ngư lôi do U-43 phóng ra, ở vị trí khoảng 170 nmi (310 km) về phía Đông Nam Azores. Ashby đắm trong vòng bốn phút với tổn thất 17 người trong số 50 thành viên thủy thủ đoàn. Những người sống sót được chiếc tàu khu trục Bồ Đào Nha Lima cứu vớt. Sau đợt tấn công, chiếc U-boat bị các tàu hộ tống phản công bằng mìn sâu trong nhiều giờ, nhưng nó thoát được mà không bị hư hại.
Lúc khoảng 17 giờ 00 ngày 1 tháng 12, U-43 cùng với tàu ngầm U-575 phát hiện tàu chở dầu Astral 7.542 GRT đang di chuyển độc lập, không vũ trang và không được hộ tống. Hai chiếc U-boat đã theo đuổi mục tiêu, nhưng sau bốn giờ U-575, do Đại úy Hải quân Günther Heydemann chỉ huy, nhin thấy cờ Hoa Kỳ được sơn bên mạn tàu nên từ bỏ việc truy đuổi. Tuy nhiên U-43 tiếp theo theo đuổi con tàu trung lập, phóng một quả ngư lôi tấn công vào khoảng nữa đêm, nhưng bị trượt. Astral bắt đầu di chuyển zig-zag hết tốc độ để lẫn tránh, nhưng chiếc U-boat dễ dàng đuổi theo mục tiêu nhờ hoàn cảnh trăng tròn. Đến sáng ngày hôm sau, U-43 đánh trúng Astral với hai quả ngư lôi. Chiếc tàu chở dầu Hoa Kỳ, vốn đang vận chuyển 78.200 thùng (12.430 m3) xăng và dầu hỏa, nổ tung và đắm chỉ trong vòng vài phút; không có ai sống sót trong số 37 thành viên thủy thủ đoàn. Astral là chiếc thứ ba trong số bốn chiếc tàu buôn Hoa Kỳ bị U-boat Đức Quốc Xã đánh chìm trước khi Hoa Kỳ chính thức tham gia vào cuộc xung đột. U-43 quay trở về căn cứ Lorient vào ngày 16 tháng 12.

### 1942

#### Chuyến tuần tra thứ mười
U-43 khởi hành từ Lorient vào ngày 30 tháng 12, 1941 cho chuyến tuần tra thứ mười để hoạt động tại vùng biển giữa Bắc Đại Tây Dương. Nạn nhân đầu tiên của nó là chiếc tàu chở hàng Thụy Điển Yngaren 5.246 GRT, bị tách rời khỏi Đoàn tàu HX-168 do thời tiết xấu, ở vị trí khoảng 600 nmi (1.100 km) về phía Tây Ireland. Vào sáng ngày 12 tháng 1, 1942. Yngaren trúng hai quả ngư lôi và đắm chỉ trong vòng một phút. Sáu hành khách Anh cùng 32 thủy thủ đã thiệt mạng, chỉ có hai người sống sót được một máy bau tuần tra Anh tìm thấy trên bè cứu sinh vào ngày 10 tháng 2, và được một tàu đánh cá cứu vớt vào ngày hôm sau.
Vào sáng sớm ngày 14 tháng 1, U-43 tấn công Đoàn tàu ON-55 ở vị trí về phía Nam Iceland và đã đánh chìm tàu buôn Anh Empire Surf 6.641 GRT. Chỉ có sáu người trong tổng số 53 thành viên thủy thủ đoàn của Empire Surf sống sót khi được tàu corvette Anh HMS Alisma cứu vớt. Khoảng hai giờ sau đó U-43 tiếp tục tấn công đoàn tàu vận tải và đánh chìm được tàu buôn Hoa Kỳ mang cờ Panama Chepo 5.707 GRT. Có 21 người trong tổng số 38 thành viên thủy thủ đoàn của Chepo sống sót. Chiếc U-boat sau đó lên đường quay trở về căn cứ Kiel, đến nơi vào ngày 22 tháng 1. Tại đây quyền chỉ huy con tàu được bàn giao cho Trung úy Hải quân Hans-Joachim Schwantke, khi Lüth chuyển sang chỉ huy chiếc U-181.

#### Chuyến tuần tra thứ mười một
Dưới sự chỉ huy của hạm trưởng mới, U-43 khởi hành từ Kiel vào ngày 4 tháng 7 cho chuyến tuần tra thứ mười một. Nó băng qua khe GIUK giữa quần đảo Faroe và Iceland để hoạt động trong khu vực Trung tâm Bắc Đại Tây Dương, nhưng đã không ghi được thành tích nào. Đang khi đi trên mặt nước để tấn công Đoàn tàu ON-115 ở vị trí ngoài khơi bờ biển Newfoundland vào ngày 3 tháng 8, U-43 bị tàu corvette Canada HMCS Sackville phát hiện. Trong khi chiếc tàu ngầm lặn khẩn cấp để ẩn nấp, nó trúng một loạt mìn sâu được Sackville thả xuống. U-43 bị mất địện và ánh sáng, nhưng nó xoay sở nổi trở lên mặt nước và tái khởi động động cơ diesel, rồi rút lui về phía bờ biển Pháp với một thủy thủ bị thương. U-43 về đến căn cứ Lorient vào ngày 9 tháng 12, sau chuyến tuần tra kéo dài 43 ngày. Chiếc tàu ngầm được sửa chữa những hư hại nghiêm trọng đối với động cơ, máy nén, la bàn, và một cửa nắp bị rò rỉ nặng.

#### Chuyến tuần tra thứ mười hai
Chuyến tuần tra tiếp theo của U-43 đạt được thành công khả quan hơn, sau khi nó xuất phát từ cảng Lorient vào ngày 23 tháng 9; chiếc tàu ngầm đã băng qua suốt Bắc Đại Tây Dương để hoạt động trong khu vực vịnh Saint Lawrence. Vào sáng ngày 18 tháng 11, nó phóng bốn quả ngư lôi tấn công Đoàn tàu SC-109, và đã đánh trúng tàu chở dầu Hoa Kỳ Brilliant 9.131 GRT đang vận chuyển 90.704 thùng (14.420,8 m3) dầu mazut. Chiếc tàu chở dầu bị thủng một lổ đường kính 40 ft (12 m), và số dầu mazut được vận chuyển bốc cháy. Trong khi một số thành viên thủy thủ đoàn bỏ tàu, những người còn lại đã dập tắt được hỏa hoạn và duy trì được tốc độ 3 kn (5,6 km/h), giúp Brilliant cố lết qua quãng đường 300 nmi (560 km) đến vịnh Bonavista, Newfoundland, đến nơi vào ngày 24 tháng 11. Sau đó Brilliant được kéo đi rời Newfoundland vào ngày 18 tháng 1, 1943, nhưng con tàu vỡ làm đôi chỉ hai ngày sau đó. Phần mũi tàu đắm ngay lập tức, còn phần đuôi tàu trôi nổi trong nhiều ngày cho đến khi được tìm thấy, và 44 thành viên thủy thủ đoàn được giải cứu. Phần đuôi tàu Brilliant tiếp tục được kéo, nhưng tiếp tục đắm vào ngày hôm sau. U-43 quay trở về căn cứ Lorient vào ngày 9 tháng 12, sau chuyến tuần tra kéo dài 78 ngày.

### 1943

#### Chuyến tuần tra thứ mười ba
U-43 lên đường vào ngày 9 tháng 1 cho chuyến tuần tra đầu tiên của năm 1943, và hoạt động tại vùng biển giữa quần đảo Azores và bờ biển Tây Phi. Nó phát hiện một mục tiêu vào ngày 3 tháng 3, nhận định là một tàu buôn Anh của hãng tàu Blue Star Line, nên phóng ba quả ngư lôi đánh chìm đối thủ chỉ trong vòng hai phút. Mãi sau này U-43 mới biết con tàu bị đánh chìm là tàu vượt phong tỏa Đức Doggerbank 5.154 GRT, nguyên là chiếc Speybank của Anh bị tàu tuần dương phụ trợ Atlantis chiếm vào tháng 1, 1941. Doggerbank đang vận chuyển 7.000 tấn cao su, mỡ, dầu cá cùng các vật liệu thô khác từ Yokohama đến Pháp; nó đã di chuyển sớm hơn lịch trình nhiều ngày. Sau 82 ngày tuần tra, U-43 quay trở về căn cứ Lorient vào ngày 31 tháng 3.

### 1943

#### Chuyến tuần tra thứ mười bốn - Bị mất
U-43 lại xuất phát từ cảng Lorient vào ngày 13 tháng 7 cho chuyến tuần tra thứ mười bốn, và tiếp tục hoạt động tại khu vực Trung tâm Đại Tây Dương. Trên đường đi trong vịnh Biscay vào chiều tối ngày 19 tháng 7, nó cùng với tàu ngầm U-403 bị một máy bay tuần tra Liberator Mk.V thuộc Liên đội 86 Không quân Hoàng gia Anh tấn công. U-403 đã lập tức lặn khẩn cấp để ẩn nấp trong khi U-43 chống trả bằng hỏa lực phòng không trước khi lặn. Chiếc Liberator bị hư hại nhẹ và một thành viên đội bay bị thương, nhưng nó cũng thả hai quả ngư lôi tấn công. Cả hai chiếc U-boat đều đi thoát mà không bị hư hại.
Đến ngày 30 tháng 7, U-43 lại bị tấn công, lần này là từ một máy bay ném bom-ngư lôi TBF Avenger xuất phát từ tàu sân bay hộ tống Hoa Kỳ USS Santee. Chiếc máy bay đã thả một quả ngư lôi dò âm Mark 24 FIDO đánh chìm chiếc U-boat ở vị trí về phía Tây Nam quần đảo Azores, tại tọa độ 34°57′B 35°11′T / 34,95°B 35,183°T. Toàn bộ 55 thành viên thủy thủ đoàn của U-43 đều đã tử trận.

### "Bầy sói" tham gia
U-43 từng tham gia mười bầy sói:
- Rösing (12 – 15 tháng 6, 1940)
- West (17 tháng 5 – 16 tháng 6, 1941)
- Kurfürst (16 – 20 tháng 6, 1941)
- Grönland (10 – 27 tháng 8, 1941)
- Markgraf (27 tháng 8 – 12 tháng 9, 1941)
- Steuben (14 tháng 11 – 2 tháng 12, 1941)
- Wolf (13 – 30 tháng 7, 1942)
- Pirat (31 tháng 7 – 3 tháng 8, 1942)
- Rochen (27 tháng 1 – 28 tháng 2, 1943)
- Tümmler (1 – 19 tháng 3, 1943)

### Tóm tắt chiến công
U-43 đã đánh chìm 21 tàu buôn tổng tải trọng 117.036 GRT, gây tổn thất toàn bộ cho một tàu buôn tải trọng 9.131 GRT và gây hư hại cho một tàu buôn tải trọng 10.350 GRT:
| Ngày              | Tên tàu                | Quốc tịch      | Tải trọng | Số phận          |
| ----------------- | ---------------------- | -------------- | --------- | ---------------- |
| 16 tháng 11, 1939 | Arlington Court        | United Kingdom | 4.915     | Bị đánh chìm     |
| 22 tháng 11, 1939 | Arijon                 | France         | 4.374     | Bị đánh chìm     |
| 25 tháng 11, 1939 | Uskmouth               | United Kingdom | 2.483     | Bị đánh chìm     |
| 21 tháng 6, 1940  | Yarraville             | United Kingdom | 8.627     | Bị đánh chìm     |
| 30 tháng 6, 1940  | Avelona Star           | United Kingdom | 13.376    | Bị đánh chìm     |
| 9 tháng 7, 1940   | Aylesbury              | United Kingdom | 3.944     | Bị đánh chìm     |
| 17 tháng 7, 1940  | Fellside               | United Kingdom | 3.509     | Bị đánh chìm     |
| 25 tháng 9, 1940  | Sulairia               | United Kingdom | 5.802     | Bị đánh chìm     |
| 2 tháng 12, 1940  | Pacific President      | United Kingdom | 7.113     | Bị đánh chìm     |
| 2 tháng 12, 1940  | Victor Ross            | United Kingdom | 12.247    | Bị đánh chìm     |
| 6 tháng 12, 1940  | Skrim                  | Norway         | 1.902     | Bị đánh chìm     |
| 13 tháng 12, 1940 | Orari                  | United Kingdom | 10.350    | Bị hư hại        |
| 15 tháng 5, 1941  | Notre Dame du Châtelet | France         | 488       | Bị đánh chìm     |
| 6 tháng 6, 1941   | Yselhaven              | Netherlands    | 4.802     | Bị đánh chìm     |
| 17 tháng 6, 1941  | Cathrine               | United Kingdom | 2.727     | Bị đánh chìm     |
| 29 tháng 11, 1941 | Thornliebank           | United Kingdom | 5.569     | Bị đánh chìm     |
| 30 tháng 11, 1941 | Ashby                  | United Kingdom | 4.868     | Bị đánh chìm     |
| 2 tháng 12, 1941  | Astral                 | United States  | 7.542     | Bị đánh chìm     |
| 12 tháng 1, 1942  | Yngaren                | Sweden         | 5.246     | Bị đánh chìm     |
| 14 tháng 1, 1942  | Chepo                  | Panama         | 5.707     | Bị đánh chìm     |
| 14 tháng 1, 1942  | Empire Surf            | United Kingdom | 6.641     | Bị đánh chìm     |
| 18 tháng 11, 1942 | Brilliant              | United States  | 9.131     | Tổn thất toàn bộ |
| 3 tháng 3, 1943   | Doggerbank             | Nazi Germany   | 5.154     | Bị đánh chìm     |